# Irofulveno
El irofulveno o 6-hidroximetilacilfulveno (también conocido como HMAF de MGI-114) es un agente antitumoral experimental. Pertenece a la familia de fármacos denominados agentes alquilantes.
Inhibe la replicación del ADN en cultivos celulares.
El irofulveno es un análogo de la iludina S, una toxina sesquiterpénica que se encuentra en el hongo Jack 'o' jantern (Omphalotus illudens). El compuesto fue sintetizado originalmente por el Dr Trevor McMorris y el Dr. Michael J Kelner descubrió que tiene propiedades anticancerígenas en ratones.

## Síntesis
Se informó una síntesis de irofulven.